# Zur schmerzhaften Mutter (Biesfeld)

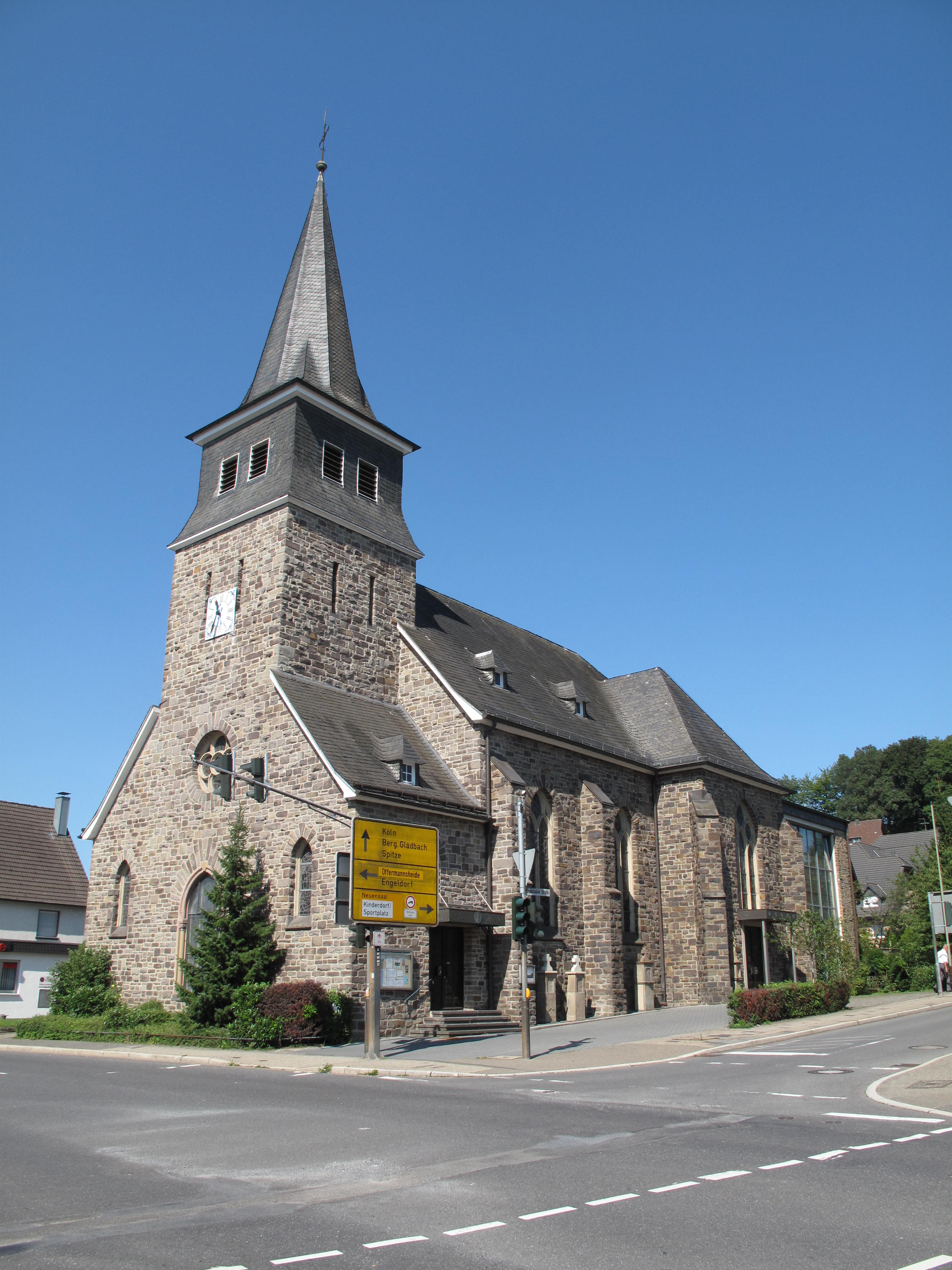
Kirche Zur schmerzhaften Mutter

Außenansicht des Chors

Kruzifix an der äußeren Kirchenwand

Altarraum

Die römisch-katholische Kirche Zur schmerzhaften Mutter ist ein neugotischer Sakralbau im Ortsteil Biesfeld von Kürten im Rheinisch-Bergischen Kreis. Sie gehört zur katholischen Kirchengemeinde St. Marien in Kürten.

## Geschichte
1693 wurde eine Kapelle im heutigen Biesfeld erstmals erwähnt. Eine bereits kurz danach eingerichtete Vikarie diente der Seelsorge für die Gläubigen.
Auf dem Gelände der heutigen Kirche wurde in den Jahren 1862 und 1863 eine 15,7 Meter lange und 7,5 Meter breite neue Kapelle aus Bruchsteinen errichtet, da die alte Kapelle inzwischen zu klein geworden war. Infolge eines starken Zuwachses der Biesfelder Bevölkerung reichte auch der Raum in dieser Kapelle nicht mehr aus, so dass sie 1908 abgerissen und durch den Bau einer neuen Kirche nach Plänen des Kölner Architekten Josef Lehmenkühler ersetzt wurde, nachdem 1906 die Kapellengemeinde zur eigenständigen Pfarrei erhoben wurde.
1911 wurden das Langhaus und 1913 der Turm der neuen Kirche fertiggestellt. Nach Plänen des Architekten Bernhard Rotterdam wurde das Gotteshaus in den Jahren 1959 und 1960 umgebaut.

## Architektur
Der ursprüngliche Bau von 1911/1913 ist eine Saalkirche mit neugotischen Netzgewölben. Im Zuge des 1959 beginnenden Umbaus wurde der Chor in moderner Form aus Grauwacke-Bruchsteinen umgestaltet. Wegen der jahrhundertealten Tradition Biesfelds als Wallfahrtsort wurde an der linken Seite des Chors die Gnadenkapelle mit einem abgeflachten trapezförmigen Dach angebaut.

## Innenausstattung
Die innere Ausstattung der Kirche ist unter anderem geprägt von einem neugotischen Hauptaltar mit farbigen Reliefs aus dem Leben und Sterben Christi, einer Marien- und einer Josefsstatue, einer modernen Orgel sowie einem Taufbecken aus schwarzem Marmor mit einem Messingdeckel.

Hochaltar
Altarkreuz
Altarrelief
Marien-Statue
Josefs-Statue
Orgel
Taufbecken

## Gnadenkapelle
Aus der ersten Hälfte des 18. Jahrhunderts stammt der aus Holz gearbeitete barocke Gnadenaltar mit einer vergitterten Figurennische. In dieser befindet sich das aus der zweiten Hälfte des 15. Jahrhunderts stammende Vesperbild Schmerzreiche Mutter mit dem Kinde, darunter der Tabernakel. Oben ruht ein Volutenaufsatz auf zwei korinthischen Säulenpaaren. Dieser ist mit dem Schweißtuch der Veronika bemalt, auf welchem das Antlitz Christi zu sehen ist.

## Kirchenfenster
Die Bleiglasfenster sind Werke verschiedener Künstler aus verschiedenen Epochen. Die ältesten wurden 1909 von dem Glasmaler Wilhelm Derix gefertigt. Die Fenster von 1959 stammen von unbekannten Künstlern. 1975 kamen Fenster von Helmut Lang und 2001 von Anna Pauli hinzu.
Im Einzelnen handelt es sich um die nachfolgenden Fenster.
- Fenster im Eingang: Ornamentfenster von Wilhelm Derix
- Fenster im Schiff: Drei der Fenster zeigen Darstellungen der Heiligen Notburga von Rattenberg, Agnes von Rom, Elisabeth von Thüringen, Anna mit Maria, Isidor von Madrid sowie Hermann Josef von Steinfeld und stammen von Wilhelm Derix. Die beiden übrigen sind Ornamentfenster, deren Künstler unbekannt sind.
- Fenster in der Kapelle: Die beiden Ornamentfenster mit Szenen aus dem Marienleben und Motiven aus der Lauretanischen Litanei schuf Helmut Lang, die Taufe Jesu im Jordan ist ein Werk von Wilhelm Derix.
- Fenster in der Turmkapelle: Es stammt von Helmut Lang und stellt die Auferstehung Jesu Christi dar.
- Fenster im Altarraum: Die freie Komposition wurde von Anna Pauli geschaffen.[2]

## Denkmalschutz
Die Kirche Zur schmerzhaften Mutter ist unter der Nummer 114 in der Liste der Baudenkmäler in Kürten verzeichnet.